# Штерн, Георг Фридрих Теофил
Георг Фридрих Теофил Штерн (нем. Georg Friedrich Theophil Stern; 24 июля 1803, Страсбург — 1 декабря 1886, Страсбург) — эльзасский органист.
Учился игре на фортепиано у К. М. Берга, в качестве органиста был практически самоучкой. В 1820 г. впервые выступил как органист, заменив заболевшего титулярного органиста страсбургской церкви Сент-Орели, затем работал в церкви Сен-Пьер-ле-Вьё, с 1825 г. в церкви Святого Николая, с 1835 г. в церкви Святого Фомы, и наконец с 1841 г. и до конца жизни — титулярным органистом в Новом соборе.
Опубликовал семь основательных сборников лёгкой органной музыки, включавших и его собственные сочинения. Выступал также как педагог (среди его учеников, в частности, Теодор Пармантье).